# Jens Steinigen
Jens Steinigen (* 2. September 1966 in Dippoldiswalde) ist ein ehemaliger deutscher Biathlet.

## Werdegang
Steinigen startete als Aktiver zunächst für die SG Dynamo Zinnwald. Seinen ersten Erfolg feierte er 1985, als er Juniorenweltmeister wurde. Aufgrund von Problemen mit dem Sportsystem in der DDR wurde er 1988, obwohl sportlich qualifiziert, nicht zu den Olympischen Spielen nach Calgary mitgenommen. Er gewann mit der deutschen 4 × 7,5-km-Staffel zusammen mit Ricco Groß, Mark Kirchner und Fritz Fischer bei den Olympischen Spielen 1992 in Albertville die Goldmedaille.
Ein Jahr später gewann er mit der Staffel Bronze bei den Biathlon-Weltmeisterschaften. Eine Einzelmedaille war ihm bei Olympischen Spielen oder Weltmeisterschaften nicht vergönnt. Neben seiner Karriere als Biathlet studierte Steinigen Rechtswissenschaften in München und promovierte 2003 zum Thema: „Zivilrechtliche Aspekte des Dopings aus der Sicht des Spitzensportlers“. Er arbeitet seit August 2000 als Rechtsanwalt und Fachanwalt für Arbeitsrecht in Traunstein.
Anfang März initiierte Steinigen die Gründung des Vereins Athletes for Ukraine.

## Biathlon-Weltcup-Platzierungen
| Platzierung | Einzel | Sprint | Verfolgung | Massenstart | Staffel | Gesamt |
| ----------- | ------ | ------ | ---------- | ----------- | ------- | ------ |
| 1. Platz    | 1      | 1      |            |             | 1       | 3      |
| 2. Platz    |        |        |            |             |         |        |
| 3. Platz    | 1      | 1      |            |             |         | 2      |
| Top 10      | 5      | 7      |            |             | 1       | 13     |
| Punkteränge | 16     | 15     |            |             | 1       | 32     |
| Starts      | 26     | 28     |            |             | 1       | 55     |